# Alexandra Carlisle
Pour les articles homonymes, voir Carlisle (homonymie).
Alexandra Carlisle (née Alexandra Elizabeth Swift, 15 janvier 1886 - 21 avril 1936) est une actrice de théâtre et de cinéma et suffragette britannique qui s'est installée aux États-Unis. Elle est également connue aux États-Unis sous le nom d'Alexandra Carlisle Pfeiffer.

## Biographie
Alexandra Swift est née en 1886 à Hackney, Middlesex, elle est la fille d'Henry Swift, un maître d'école, et de sa femme Alexandra.
En 1903, elle joue le rôle d'Audrey dans une pièce de  William Shakespeare,Comme il vous plaira et celui de Maria dans La Nuit des rois.
En 1906, elle joue dans The Morals of Marcus Ordeyne de William John Locke.
En mars 1907, elle joue le rôle principal dans la pièce de théâtre de Gladys Unger, Mr. Sheridan, au Garrick Theatre à Londres, puis dans The Earl of Pawtueket d'Augustus Thomas au Playhouse Theatre et dans Hamilton's Second Marriage de Lucy Clifford.
En septembre 1908, elle tient le rôle-titre dans la pièce The Mollusc d'Hubert Henry Davies (en), avec Joseph Coyne (en), au Garrick Theatre de New York. La même année, elle apparaît dans deux pièces de Shakespeare produite par et avec Herbert Beerbohm Tree, dans le rôle d'Olivia dans La Nuit des rois et Portia dans Le Marchand de Venise au Her Majesty's Theatre à Londres,.
En 1910, elle joue dans Alias Jimmy Valentine, de Paul Armstrong, dans A Woman's Way de Thompson Buchanan (en) et dans The Kiss de George Paston (en)
Le 17 mai 1911, elle joue le rôle de Georgina Vesey dans une représentation de la pièce Money au théâtre royal de Drury Lane pour le roi George V, l'empereur d'Allemagne Guillaume II et l'impératrice Augusta-Victoria de Schleswig-Holstein-Sonderbourg-Augustenbourg.
En 1914, la mère de Carlisle décède et en 1915, elle s'installe aux États-Unis, devenant une oratrice remarquable pour le droit de vote des femmes et pour le parti républicain.
En 1915, elle joue dans Driven à l'Empire Theatre et reprend le rôle crée par Maud Adams dans Rosemary , avec John Drew Jr. (en) pour partenaire au Columbia Theatre,. En 1916, elle apparait à Broadway dans David Garrick de Thomas William Robertson au Booth Theatre.
En 1917, elle joue le rôle de Miranda dans La Tempête de Shakespeare, en plein air devant 150 000 personnes au Harvard Stadium, puis dans The Country Cousin de Booth Tarkington et Julian Street au Gaiety Theatre,, dans laquelle son personnage essaye de convaincre les hommes de s'enrôler. dans les forces armées pour la défense de l'American Way of life. Le président Wilson voit la pièce "avec un plaisir évident" et deux jours plus tard, il dit à Carlisle « Nous avons particulièrement admiré la simplicité, la sincérité et la dignité avec lesquelles vous [avez fait] un chose qui valait vraiment la peine d'être faite. La pièce était ravissante et vous y avez joué le rôle principal ».
Elle fait une tournée aux États-Unis en 1918 avec Philip Merivale pour jouer The Tragedy of Nan de John Masefield. En 1918, Alexandra Carlisle recueille des promesses de prêt pour l'emprunt de guerre 3rd Liberty Loan Act (en), après son discours au Liberty Theatre de Boston.
Au printemps 1920, Alexandra Carlisle dirige le spectacle Barnum Was Right pour le Hasty Pudding Club (en) de Harvard. Lors de la Convention nationale républicaine de 1920, elle est l'oratrice principale pour le Massachusetts et appuie la nomination de Calvin Coolidge comme candidat du parti à la vice-présidence,.
En plus de jouer occasionnellement des rôles au cinéma, Carlisle continue à se produire à Broadway. En 1920, elle joue le rôle de Nan Hardwick dans The Tragedy of Nan au 39th Street Theatre à New York et Mrs Kenyon dans Respect for riches de William Devereaux au Sam H. Harris Theatre (en) de New York,.
En 1921, de retour en Angleterre, elle joue dans la première de la version anglaise de Daniel de Louis Verneuil.
En 1922, elle joue dans The Truth About Blayds d'Alan Alexander Milne au Booth Theatre à New York,, et dans Fools Errant  de Louis Evan Shipman au Maxine Elliott's Theatre.
Elle joue dans Criminal at Large d'Edgar Wallace en 1932-33 au Belasco Theatre à New York. En 1932, elle reçoit la Medal for Good Speech décernée par l'Académie américaine des arts et des lettres.
En 1935, au théâtre Ethel Barrymore, elle joue Emilia (en), dans  Othello de Shakespeare en septembre, Lady Macduff (en) dans Macbeth  en octobre et Constance Godwin dans A Woman of Destiny de Samuel Jesse Warshawsky au Willis Theater.
Elle meurt d'une crise cardiaque le 21 avril 1936 à l'hôtel Astor de New York et est enterrée au cimetière de Shawsheen.

## Vie privée
En 1905, elle épouse Victor Herbert Miller à Maidenhead. En 1907, elle demande le divorce, et le 3 décembre 1908 elle se marie secrètement avec Joseph Coyne (en), son principal partenaire dans The Mollusc. Ce mariage secret se solde également par un divorce secret en 1912.
En octobre 1912, elle épouse à Marylebone, Londres, Albert Pfeiffer, un chirurgien-dentiste américain de Bedford, Massachusetts,,,. Par son troisième mariage, elle a une fille, Elizabeth Ann Pfeiffer.
En 1923, le troisième mariage de Carlisle est dissous et elle épouse ensuite J. Elliot Jenkins, un ingénieur américain. En 1934, Jenkins se suicide.

## Filmographie
- 1917 : The Tides of Fate de Marshall Farnum : Fanny Lawson
- 1934 : Half a Sinner de Kurt Neumann : Mrs. Marie Clarke